# May Sabe Phyu

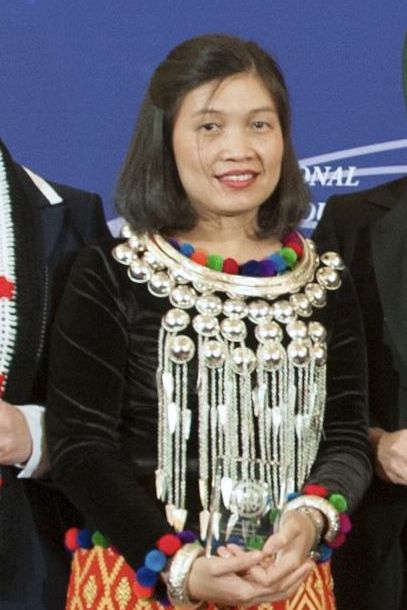
May Sabe Phyu (2015)

May Sabe Phyu (birmanisch မေစံပယ်ဖြူ; * 5. August 1976 in Rangun) ist eine myanmarische Menschenrechtlerin, die sich insbesondere für Frauenrechte und Frieden einsetzt.

## Leben
Phyu wurde am 5. August 1976 in Rangun als Tochter einer Kachin und eines burmesischen Vaters geboren. Sie begann ihre Karriere als Menschenrechtlerin, bevor Myanmar den Übergang zur Demokratie einleitete. Sie ist mit Patrick Khum Jaa Lee verheiratet, einem Kachin-Aktivisten, der aufgrund politischer Anklagen inhaftiert wurde. Dies beeinflusste ihre persönliche und berufliche Lebensweise. Aufgrund von Drohungen und der politischen Lage in ihrem Heimatland floh sie im April 2021 in die Vereinigten Staaten. Sie ist derzeit als Gastwissenschaftlerin im Southeast Asia Program an der Cornell University tätig. Sie ist mit Patrick Kum Ja Lee verheiratet. Aus der Ehe hat sie drei Kinder.

## Wirken
May Sabe Phyu machte sich durch ihr Engagement für Gleichberechtigung und Frieden, insbesondere als Leiterin des Gender Equality Network (GEN), einen Namen. Dieses Netzwerk umfasst über 100 Organisationen in Myanmar, die sich für Frauenrechte einsetzen. Sie nahm an der Organisation von Frauenprotesten gegen den Militärputsch in Myanmar teil und war zur Stärkung der Rolle der Frauen in der Anti-Putsch-Bewegung maßgeblich an der Gründung der Women Advocacy Coalition Myanmar beteiligt. May Sabe Phyu hat auf internationaler Ebene auf die Situation in ihrem Heimatland hingewiesen, um auf die Missstände und speziellen Gefahren, denen Frauen in Konfliktsituationen ausgesetzt sind, aufmerksam zu machen, einschließlich sexueller Gewalt und mangelnder Gesundheitsversorgung. Ihre Arbeit trug zur Schärfung des Bewusstseins für die Bedeutung der Einbeziehung von Frauen in Friedensprozesse bei. Sie setzt sich für die Durchsetzung von Menschenrechten und die Einhaltung internationaler Konventionen in Myanmar ein.

## Auszeichnungen
Ihr Wirken fand international Anerkennung, darunter durch die Verleihung des International Women of Courage Award im Jahr 2015 durch den US-Außenminister John Kerry. Sie ist Trägerin des Deutsch-Französischen Preises für Menschenrechte und Rechtsstaatlichkeit, der ihr 2021 zugesprochen wurde.